# Calviria banyulensis
Calviria banyulensis är en plattmaskart som beskrevs av Martens och Curini-Galletti 1993. Calviria banyulensis ingår i släktet Calviria och familjen Archimonocelididae. Inga underarter finns listade i Catalogue of Life.